# دادگاه قانون اساسی اسلوونی

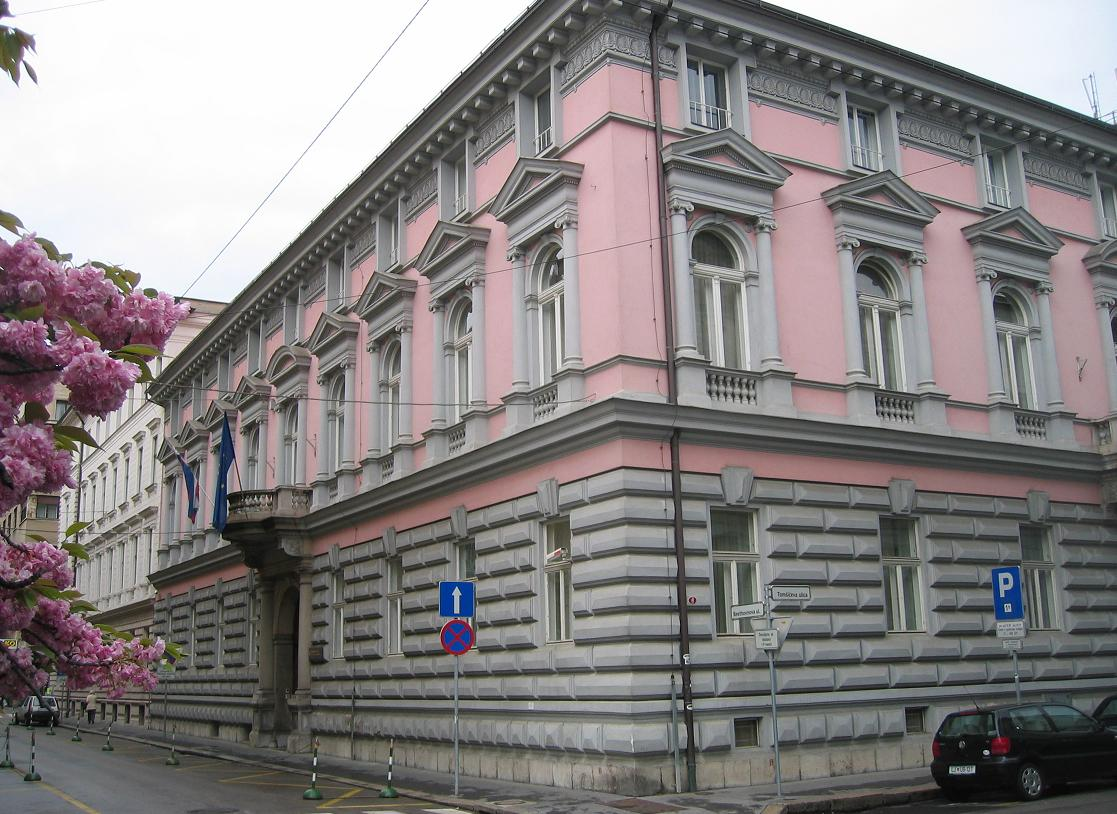
مقر دادگاه قانون اساسی اسلوونی

دادگاه قانون اساسی اسلوونی (به اسلونیایی: Ustavno sodišče Republike Slovenije، US RS) والاترین قدرت قضایی در جمهوری اسلوونی است. دادگاه قانون اساسی یک نهاد مستقل می‌باشد و در شهر لیوبلیانا واقع شده است.

## ساختار
دادگاه قانون اساسی اسلوونی از ۹ قاضی تشکیل شده است که برای یک دورهٔ نه ساله انتخاب می‌شوند. قاضی‌ها معمولاً توسط رئیس‌جمهور پیشنهاد شده و توسط مجلس شورای ملی انتخاب می‌شوند.

## نقش‌ها
برخی از نقش‌های دادگاه قانون اساسی اسلوونی عبارتند از:
- تصمیم دربارهٔ مطابقت قوانین با قانون اساسی
- تصمیم دربارهٔ شکایات مرتبط با قانون اساسی
- تصمیم دربارهٔ برخی نزاع‌های قضایی
- تصمیم دربارهٔ عدم مطابقت اقدامات احزاب سیاسی با قانون اساسی
- تصمیم دربارهٔ فرجام‌خواهی در تصویب حکم‌ها
- تصمیم دربارهٔ درخواست‌های مرتبط با همه‌پرسی[۱]